# Euryopis superba
Euryopis superba är en spindelart som först beskrevs av William Joseph Rainbow 1896.  Euryopis superba ingår i släktet Euryopis och familjen klotspindlar. Inga underarter finns listade i Catalogue of Life.